# Vampire: The Masquerade
Vampire the Masquerade is een rollenspel dat is gecreëerd door Mark Rein Hagen. Het spel was de eerste in een reeks rollenspelen van uitgeverij White Wolf Game Studio's Inc.

## Spel
De setting waarin dit spel gesitueerd is noemt men de World of Darkness. Het is als onze huidige maatschappij; enkel een maatschappij die veel duisterder en onheilspellender is dan de onze. Men speelt binnen dit systeem een Vampier die vecht om zijn kleine beetje menselijkheid te behouden en ondertussen toch nog zijn of haar onsterfelijke belangen nastreeft. De Masquerade dient ervoor dat mensen blind blijven voor de bovennatuurlijke aanwezigheid dus de opdracht is geen sterveling te laten weten dat men anders is. De gamemaster, ook wel storyteller genoemd binnen dit systeem, schrijft of schaft een voorgeschreven avontuur aan waarin de speler karakters een hoofdrol spelen. Voor info over RPG avonturen zie de wiki pagina: avontuur (RPG).

## Genre
De sfeer/setting binnen het spel wordt Gothic-Punk genoemd, onze huidige wereld met grote duistere gebouwen waarop waterspuwers pronken, een corrupte regering handhaaft de wet en de oudere vampiers trekken meestal aan de touwtjes. Vele moorden blijven onopgelost en mensen komen zelden voor elkaar op. Het is een wereld die misschien te vergelijken is met Frank Miller's Sin City, alleen dan met een half verborgen aanwezigheid van het bovennatuurlijke.

## Spelers
Een (beginnende) speler binnen dit spel speelt een vampier die eigenlijk net is komen kijken in de wereld van de Kindred (zoals vampiers elkaar noemen). Men speelt Vampier van een bepaalde Clan; iedere Clan heeft haar eigen eigenschappen, kenmerken en bovennatuurlijke krachten. Nadat men al zijn goede en eigenschappen heeft ingevuld op de Character sheet kan het spel beginnen.
De speler weet dat deze als vampier veel machtiger is dan een mens en dat die nauwelijks een bedreiging voor de speler zullen vormen; maar men dient op te passen voor de oude machtige vampiers die een gemeen spel spelen met de wereld om hen heen. Overleven en het kleine beetje menselijkheid behouden zijn de belangrijkste factoren in het (on)leven van een vampier. Men dient te zorgen dat men zichzelf niet mee laat sleuren in de vuile praktijken van de oude Vampiers, die ook wel de Elders genoemd worden. De personages zullen door deze wereld heen geleid worden onder de vleugels van de Storyteller en de geregelde NPC die op hun pad komt..

## Regels
De spelregels van het spel zijn redelijk eenvoudig. Voor iedere eigenschap en talent heeft men enkele punten en zoveel punten dat er staan, zoveel dobbelstenen mag men gooien. Het spel werkt enkel met tienzijdige dobbelstenen. De dobbelstenen gooit men tegen een bepaalde moeilijkheid graad/difficulty die de Storyteller bepaald. Het is dan de bedoeling om met zo veel mogelijk dobbelstenen zo hoog mogelijk te gooien om die moeilijkheid graad te overtreffen.
Voorbeeld:
- Lathor kijkt over het balkon en ziet beneden twee sterfelijke dienaren van de Elder het trappengat insnellen
- Speler: "Is er een weg naar buiten? Want ik heb te weinig bloed in me om hen te lijf te gaan, ik moet eerst voeden!"
- Storyteller: "Je ziet vlak bij je een nooddeur die waarschijnlijk op de brandtrap uitkomt. Maar deze klemt ontzettend als je het tracht te openen. Gooi maar eens Strength + Brawl met een difficulty van 7"
- Speler: "Ik heb een Strength van 2 en een Brawl van 3, dat zijn 5 dobbelstenen in totaal. Ik gooi → 7, 3, 2, 8, 5. Dat zijn twee successen!!
- Lathor ramt tegen de deur en deze vliegt open, hij voelt de koude buitenlucht en raast als een bezetene de brandtrap af. Hij verdwijnt in de schaduwen van de steeg en laat zijn belagers ver achter hem, voor nu.

## Benodigdheden
In principe heeft de speler niet meer nodig dan het eerste basisboek, vanuit daar kan men eigenlijk alle kanten op zowel als speler en Storyteller. Daarbij zou de speler de PlayersGuide en de StorytellersGuide kunnen gebruiken wanneer er meer ervaring in het spelen en het spelleiden is verworven. In Vampire wordt enkel gebruikgemaakt van de tienzijdige dobbelsteen. Ongeveer tien tot vijftien aan tienzijdige dobbelstenen is een must voor het spel.

## Achtergrond
"Kindred" is de term die de vampiers gebruiken in dit spel om hun eigen soort aan te duiden. Algemeen bekeken bestaat de vampier maatschappij uit twee groeperingen, ook wel Sects genoemd. De personages in de wereld van Vampire zijn lid van een van deze Sects. Je hebt de Camarilla en de Sabbat. De Camarilla zijn de wat beschaafde Vampiers die diep geworteld zitten in de menselijke wereld, en de Sabbat is een sekte van bloeddorstige vampiers die de stervelingen enkel als simpel vee zien.
Iedere ondode maakt ook deel uit van een Clan. Iedere Clan heeft haar afzonderlijke krachten, zwakheden en eventueel uiterlijkheden. Je zou de Clans als verschillende rassen kunnen zien.